# Lac Kootenay
Pour les articles homonymes, voir Kootenay (homonymie).
Le lac Kootenay (en anglais Kootenay Lake) est un lac situé au sud de la province de Colombie-Britannique au Canada. Avec une superficie de 407 km2, c'est le plus grand lac naturel de la Colombie-Britannique. Sa moitié sud est constituée par un élargissement local de la rivière Kootenay, principal affluent du fleuve Columbia.
Comme la plupart des lacs de la Colombie-Britannique, il a une forme étroite et allongée et il est globalement orienté dans le sens nord-sud selon l'axe principal des reliefs de la province. Il est en effet coincé entre les montagnes Selkirk et Purcell.